# Tolnay Gábor (agrártörténész)
Tolnay Gábor (Öcsöd, 1931. január 18. – Mezőtúr, 2023. január 1.) pedagógus, könyvtáros, agrártörténész, múzeumigazgató, szerkesztő, címzetes főiskolai tanár, az MTA köztestületi tagja.

## Családja
Édesapja, Tolnay Antal Gábor (1907–1933) nagygazda, az öcsödi képviselő-testület tagja, a helyi Hangya Szövetkezet elnöke 1933-ban halt meg. Ekkor Tolnay Gábor még csak két és féléves volt. Nagyapja, Tolnay Antal (1877–1926) sem élt már születésekor. Mindketten az Öcsödön több nemzedékre visszatekintő földbirtokos Tolnay család tagjai voltak.
Édesanyja, Golián Ilona (1905 – 1995) egy jelentős helyi értelmiséginek, Golián Lajosnak (1861–1938) a leánya. Golián Lajos az öcsödi önkormányzatnak az 1890-es évek elejétől másodjegyzője, adóügyi jegyzője, egy ideig anyakönyvvezetője volt. 1913-tól 1928. évi nyugdíjazásáig községi főjegyző, az Öcsödi Ipari és Gazdasági Hitelszövetkezet igazgatója, nyugdíjazása után, 1938-ban bekövetkezett haláláig az öcsödi „házhelyjuttatottak” érdekeinek sikeres képviselője.
A család férfitagjainak korai halála miatt édesanyja, anyai nagymamája, és nagynénje (Golián Róza, 1896–1988) között nevelkedett.
1955-ben nősült meg, feleségével, Varga Margit (1936–2008) pedagógussal, csaknem 54 évig voltak házasok. Gyermekei: Gábor (1956–) és Ferenc (1959–). 

## Tanulmányai
Az Öcsödön elvégzett négy elemi után 1940-től a szarvasi evangélikus Vajda Péter Gimnázium és internátusban folytatta tanulmányait. Osztályfőnöke ekkor Gyarmati András volt. Negyedikes korában, 1944-ben a front közeledtével a leventékkel együtt elvitték Pozsonyig és ezért halasztania kellett két évet, de egyet bepótolva, 1946-ban dr. Hanzó Lajos osztályfőnökségével újra beült az iskolapadba, s már a 6., majd a 7. osztályban folytatta tanulmányait. 1949-ben tette le az érettségit az ekkorra már államosított gimnáziumban.
1949–1950-ben a Szarvasi Tanítónőképző Intézetben tanult tovább, és szerzett oklevelet, hogy minél előbb kereső foglalkozáshoz jusson.
1957–1963 között az Eötvös Loránd Tudományegyetem Bölcsészettudományi karán munka mellett végezte el a magyar–történelem szakot (megemlékezése szerint Szabad György volt történelem tárgyban az egyik kedvelt tanára). Középiskolai tanári diplomájának megszerzése után 1970–1973 között politológiai tanulmányokat is végzett.
1970-ben szerzett doktorátust az ELTE Bölcsészettudományi Karán, kandidátusi értekezését 1994-ben védte meg.

## Pályafutása
1951–1962 között tanyai igazgató-tanító volt. Öcsöd-Bábockán kezdett tanítani 21 évesen 60 fős osztatlan iskolában, innen vonult be katonai szolgálatra. 1954-től 1963-ig Tolnay Gábor és (1955-től már felesége) Varga Margit a gödénylaposi két-tanítós iskolában oktattak. 1963-tól 1973-ig Öcsöd belterületi általános iskolai tanár és gimnáziumi  igazgató-helyettes volt. Magyartanári elhivatottságára, élményt adó óráinak hangulatára még nyugdíjas korában is szívesen emlékezett a mesterszállási Kovács János könyvtárvezető, helytörténész, a Jászkunság évkönyv állandó írója.
1973-ban Mezőtúrra került, s a Debreceni Agrártudományi Egyetem mezőtúri Mezőgazdasági Főiskolai Kara könyvtárvezetői állását töltötte be 1978-ig, Patkós István felkérésére elvállalta a főiskola főigazgatói hivatalának vezetését is. 1978-tól a Dózsa György Mezőgazdasági és Gépészeti Szakközépiskola tanára és könyvtárosa volt. Utóbbi munkakörében a főiskola akkor több mint 40.000 kötetes könyvtárának, melyben 400 darabot meghaladó 16–18. századi muzeális értékű mű is fellelhető volt, megfelelő raktári elhelyezést, restaurálást és részben feldolgozást biztosított. 1985-ben Kiváló Munkáért díjat kapott itteni tevékenységéért.
42 évi pedagógusi pálya után 1992-ben ment nyugdíjba. Mint búcsúztatójában elhangzott: „Feleségével együtt meghatározó egyéniségei voltak (Öcsöd és) Mezőtúr pedagógus társadalmának, évtizedeken keresztül generációk tanultak tőlük az iskolákban. Mindig a legkedvesebb, legemberségesebb tanárok között tartották őket számon.”
1991-től 1994-ig a szolnoki Kárpótlási Hivatal főtanácsosaként tevékenykedett. 1994-ben Tálas László (1935−2004) megyei múzeumigazgató felkérte, hogy vállalja a mezőtúri Túri Fazekas Múzeum vezetését, s e munkakörben 1994-től 2007-ig, majd még közel 10 évig részmunkaidős történészként dolgozott. Jelentőségét a múzeum életében utóda, Pusztai Zsolt méltatta: „Elévülhetetlen érdeme van abban, hogy 2004-ben a múzeum megkapta a felújított, kibővített Bolváry-házat. A Túri Fazekas Múzeum a nehéz körülmények után hirtelen a térség egyik legjobb adottságokkal rendelkező közgyűjteménye lett.” 1999–2002 között a Jász-Nagykun-Szolnok Megyei Múzeumok Igazgatóságának tudományos titkára is volt, ahol saját kutatómunkája mellett egy, vagy kétévente konferenciákat szervezett, sorozatokat szerkesztett és adott ki a megye történetéről.
1998-tól 2014-ig a Honismeret folyóirat szerkesztőbizottsági tagja volt. A folyóirat helyt adott saját tanulmányainak, írásainak is, s 75 éves korában méltatta Tolnay Gábor munkásságát. A Honismereti Szövetségben tagként 1973-tól kifejtett munkájának elismeréséül 1993-ban Honismereti Emléklapot, 1994-ben Csete Balázs-díjat, 1999-ben, a XXVII. Országos Honismereti Akadémia megrendezésekor Bél Mátyás Notitia Hungariae Emlékdíjat kapott.
Az 1970-es évek elejétől részt vett az ELTE Bölcsészettudományi Kar Új- és Legújabb Kori Helytörténeti Munkacsoportjának munkájában.
Az MTA köztestületének tagja, az akadémia Agrártudományok Osztályán az Agrártörténeti és Faluszociológiai Bizottság választott tisztségviselője volt. Részt vett az MTA Agrár-közgazdasági Tudományos Bizottsága és az MTA Debreceni Területi Bizottságának munkájában.
A Hajnal István Kör tagja, a Jász-Nagykun-Szolnok megyei Honismereti Szövetség vezetőségi tagja volt. A Magyar Agrártörténeti Társulat, a Tiszántúli Történészek Társulata is tagjaként tartotta nyilván. 1960-tól a Magyar Történeti Társulat tagja, 1963-tól a TIT városi és városkörnyéki szervezetének vezetőségi tagja. 1973-tól a Magyar Agrártudományi Egyesület, 1990-től a Jász-Nagykun-Szolnok megyei Népfőiskolai Társaság, 2000-től a Magyar Múzeumi Történész Társulat (MAMUTT) is tagjai között tudhatta.
Kutatási témái: a 20. század első felének magyar agrártörténete, a Nagyatádi-féle földreform végrehajtása szűkebb pátriája, Jász-Nagykun-Szolnok és Békés vármegye, illetőleg egyes települései területén. Foglalkozott Mezőtúr, Öcsöd, Túrkeve és Dévaványa, valamint tágabb környezetük mezőgazdaság-történetére vonatkozó egyéb források feldolgozásával, közzétételével is. Kutatómunkája során számos levéltár, könyvtár, múzeum anyagában vált otthonossá, és épített ki baráti kapcsolatokat a közgyűjtemények munkatársaival, munkáit mindenkor az eredeti források mély tisztelete jellemezte. Tudományos titkári korszakában indította el, majd múzeumigazgatóként is folytatta a hiánypótló „Documentatio Historica” sorozatot, amely 2000 és 2011 között megjelent 14 kötetével Jász-Nagykun-Szolnok vármegye több helységének és nemesi történetének okleveles forrásait tette közzé. Forráskiadási tevékenységét Csorba Csaba méltatta: „...örülnünk kell minden forráskiadványnak, s kiemelten támogatnunk kell a szakszerű, tudományosan is jól hasznosítható köteteket, s még inkább a sorozatokat. Az Alföld közepén fekvő megye kezdeményezése igazán mintaszerű.” 
80 éves volt, amikor a mezőtúri Dörgő Dániel (1831–1891) kisbirtokos korábban felfedezett és részben általa már ismertetett iratai közül a fennmaradt, nagyszámú levelezését elkezdte számítógépre vinni, s ezt kiszélesítette Bereczki Máté pomológus válaszleveleinek feldolgozásával is. Munkájának eredménye hét kötetnyi forráskiadvány, melyet részben saját, részben neves művelődéstörténészek, kertészmérnökök, néprajztudósok kiegészítő tanulmányaival gazdagítva szerkesztett meg, s tett közzé 2012 és 2018 között a Verseghy Ferenc Elektronikus Könyvtár oldalán.
Halász Péter emelkedett stílusú jellemzését adta a fáradhatatlan, akkor 75 éves Tolnay Gábornak, aki történetírói tevékenysége során a „historia fájának” gyökerét helytörténeti munkáival, törzsét agrártörténeti monográfiáival és tanulmányaival, virágait pedig ismeretterjesztő közleményeivel gondozza: „Dr. Tolnay Gábor művei nem száraz tudományos munkák, hanem ízig-vérig a földön, a szülőföldön álló, abból újra és újra erőt merítő, Antheus-i ember alkotásai.”
Pályafutása során gyűjtött és felhalmozott forrásanyagának történészi elemzését – bár tervezte – egy váratlan agyérkatasztrófa miatt nem tudta folytatni. Hosszas betegség után 2023. január 1-jén, hajnali 4 órakor hunyt el Mezőtúron. Családja, barátai, pályatársai, tanítványai 2023. január 16-án búcsúztatták az öcsödi Izbéki-féle temetőben, ahol édesanyja és felesége mellé helyezték végső nyugalomra.

## Tudományos címei és díjai
- Egyetemi doktor (1970)
- Kiváló Munkáért díj (1985)[29]
- Honismereti Emléklap (1993)[48]
- A történelemtudomány kandidátusa (1994)[49]
- Csete Balázs-díj (1994)[50]
- Bél Mátyás Notitia Hungariae Emlékplakett (Emlékérem) (1999),[51]
- Öcsöd Nagyközségért díj – A művelődésügy területén végzett teljesítményéért (1999)
- Címzetes főiskolai tanár (2000)
- Jász-Nagykun-Szolnok Megyéért Nagydíj (2000)[52]
- Bugát Pál emlékérem (2000)
- Öcsöd nagyközség díszpolgára (2006)
- Mezőtúr város díszpolgára (2010)

## Művei (válogatás)
Több mint 120 dolgozat szerzője, 27 könyv társszerzője, 27 könyv szerkesztője.

### Kötetek nyomtatásban
- Jász-Nagykun-Szolnok vármegye mezőgazdaságának egyes kérdései 1920–1944 között (Jászkunsági Füzetek 9.) Szolnok, Verseghy Ferenc Megyei Könyvtár, 1994. 363 o.
- Varga Lajos összegyűjtött írásai (szerk. Tolnay Gábor). Füstös Jenő: Varga Lajos életrajza (Túri Fazekas Múzeum Füzetei 2.) Mezőtúr, Jász-Nagykun-Szolnok Megyei Múzeumok Igazgatósága, 2003. 336 o.
- Föld – ember – törvény. Adatok, tények, következtetések Dévaványa mezőgazdaságának és mezőgazdasági népességének történetéből a 20. század első felében (1895–1950). Az I. részt Marsi István írta: A mezőgazdasági termelés természeti alapjai Dévaványa térségében, 11–44. o.; (Szerk. Hajdú József). A Jász-Nagykun-Szolnok Megyei Múzeumok közleményei 59. kötet Szolnok, Jász-Nagykun-Szolnok Megyei Múzeumok Igazgatósága, 2004. 468 o.
- Dél-Alföldi haszonbérleti szerződések 1906–1945 (szerk. biz.: Bagi Gábor, Kaposvári Gyöngyi, Nagy Molnár Miklós, Tolnay Gábor). A Jász-Nagykun-Szolnok Megyei Múzeumok Igazgatósága forráskiadványai, Szolnok, 2007. 305 o. (Documentatio Historica 12.)

### Kötetek elektronikus megjelenésben
- Bereczki Máté és Dörgő Dániel levelezése. Kézirat. 1–8. kötet (szerk. Tolnay Gábor, közrem. Takáts Rózsa). Bevezették: Surányi Dezső, Tóth Magdolna, Nagy-Tóth Ferenc, Pelczéder Katalin, Ambrus Lajos, Andrásfalvy Bertalan, Kárpáti Elemérné, Pusztai Zsolt, Nagy Zsolt, Geday Gusztáv, Gombás István; fotók Albertus László. – Szolnok, Verseghy Ferenc Elektronikus Könyvtár, 2012–2018. OSZK Magyar Elektronikus Könyvtár, 2018.

### Tanulmányai, cikkei
- A Nagyatádi-féle földreform végrehajtása Öcsödön az 1920-as években (1975)
- Az 1920-as évek földreformja Szolnok megyében (1987)
- Agrárszövetkezeti mintakörzet terve Békés vármegyében 1935-ben (1990)
- A helyi mezőgazdasági önkormányzat működési feltételei a két világháború között (1990)
- A Nagyatádi-féle földreform és az 1935. évi mezőgazdasági statisztika (1990)
- Szántóföldi növénytermesztés Jász-Nagykun-Szolnok vármegyében a két világháború között (1990)
- A Nagyatádi-féle földreform végrehajtásának néhány sajátossága (1991)
- A Nagyatádi-féle földreform végrehajtása Túrkevén (1992)
- Jász-Nagykun-Szolnok vármegye mezőgazdaságának egyes kérdései 1920–1944 között (1994)
- Epizódok a Nagyatádi-féle földreform jászsági végrehajtása történetéből (1995)
- A Nagyatádi-féle földreform és a gazdasági cselédek ügye (1995)
- A tószegi Hitelszövetkezet működése 1929 és 1941 között (1996)
- Öcsöd 1848/49-ben (1998/1999)
- A mezőgazdaság helyi érdekvédelme a két világháború között (1999)
- Vita – legelőügyben – Dévaványa és Túrkeve között (1999)
- Az 1915. évi árvíz Dévaványa térségében (2000)
- Dévaványa mezőgazdasága a 20. század első felében (2001)
- Néhány kataszteri fogalom agrártörténeti vonatkozása (2002)
- „Dévaványai Köztársaság.” (2002)
- Kossuth és a reformkori agrárkérdések (2002); In: Kossuth emlékülés Tessedik Sámuel Főiskola, Szarvas, 2003, 112 o.
- Az 1853. évi úrbéri pátens (2003)
- Tanyák és a tanyai gazdálkodás (2012)
- Bereczki Máté gyümölcsöskertjének kálváriája (2013)
- Madách Aladár levelei Bereczki Mátéhoz (2013)
- Bereczki Máté és gyümölcsöskertje (2015)
- Két ember barátsága a 19. századi Mezőtúron (2016)
- A Jász-Nagykun-Szolnok megyei birtokszerkezet változásai 1895 és 1944 között (2018)
- A birtini erdő ügye. Adalék a Trianon utáni agrárperekhez (2019)
- A tanyák és a tanyai gazdálkodás (2019)
- A szarvasmarha-tenyésztés jellemzői és a Tiszántúli Mezőgazdasági Kamara irányítói hatása a két világháború közötti Jász-Nagykun-Szolnok vármegyében (2019)
- Dévaványa pénzügyi küzdelme az 1929–1933 közötti világválsággal (2019)
- Az 1920-as évek földreformja Jász-Nagykun-Szolnok vármegyében (2020)